# Мойра Браун
Мойра Браун (англ. Moira Brown) — канадська біологиня, дослідниця китів у Північній Атлантиці.
Браун є керівницею ініціативи зоозахисників у переконанні канадського уряду, судноплавства та науковців щодо необхідності захисту китів і боротьби з ударними кораблями китобоїв у затоці Фунді. Мойра вже понад 30 років займається дослідженнями китів.

## Раннє життя та освіта
Мойра Браун народилася в Монреалі, Квебек. Здобула вищу освіту в Університеті Макгілла.

## Кар'єра
Браун викладала фізичне виховання протягом чотирьох років у школах в районі Західного острова Монреаля, Квебек. Потім вона вступила до Університету Макгілла в Монреалі для вивчення відновлюваних ресурсів і закінчила навчання в ступені бакалавра.
Вона працювала науковим співробітником в Міністерстві рибальства та океанів Канади в рамках проекту про історію китобійного промислу. У 1985 році Мойра почала працювати добровольцем в акваріумі Нової Англії, вивчаючи біологію популяції Eubalaena australis в затоці Фунді, а потім і в затоці Кейп-Код. Її дослідження з правильної генетики китів почалися в 1988 році.
Після роботи з вивчення китів протягом десяти років, Мойра повернулася до університету, щоб отримати ступінь доктора в Університеті Гуелфа в Онтаріо.
Браун працювала в Коледжі Атлантики в Бар-Харборі, штат Мен, протягом трьох років, а потім стала директором Центру прибережних досліджень в Провінстаун, штат Массачусетс, протягом семи років працювала над збереженням морських ссавців та їх екосистеми.
Після п'ятирічних зусиль Браун та її колег, Міжнародна морська організація в 2003 році змінила транспортні смуги, щоб уникнути вимирання морських видів.
У 2004 році Браун стала старшим науковим співробітником в Акваріумі Нової Англії в Бостоні, штат Массачусетс, де вона і зараз проводить роботи з збереження морської природи, спрямовані на зменшення загроз, пов'язаних з людиною, для правильної популяції китів у канадських водах.
У 2016 році Мойра стала співголовою групи з поліпшення довкілля для eubalaena australis (укр. Кит південний австралійський). Вона також є членом Канадського інституту китів.

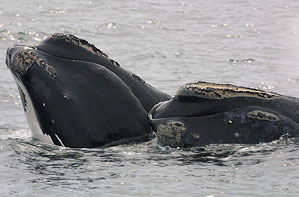
Зображення двох китів, дослідженням яких займається Мойра Браун

### Фотографії

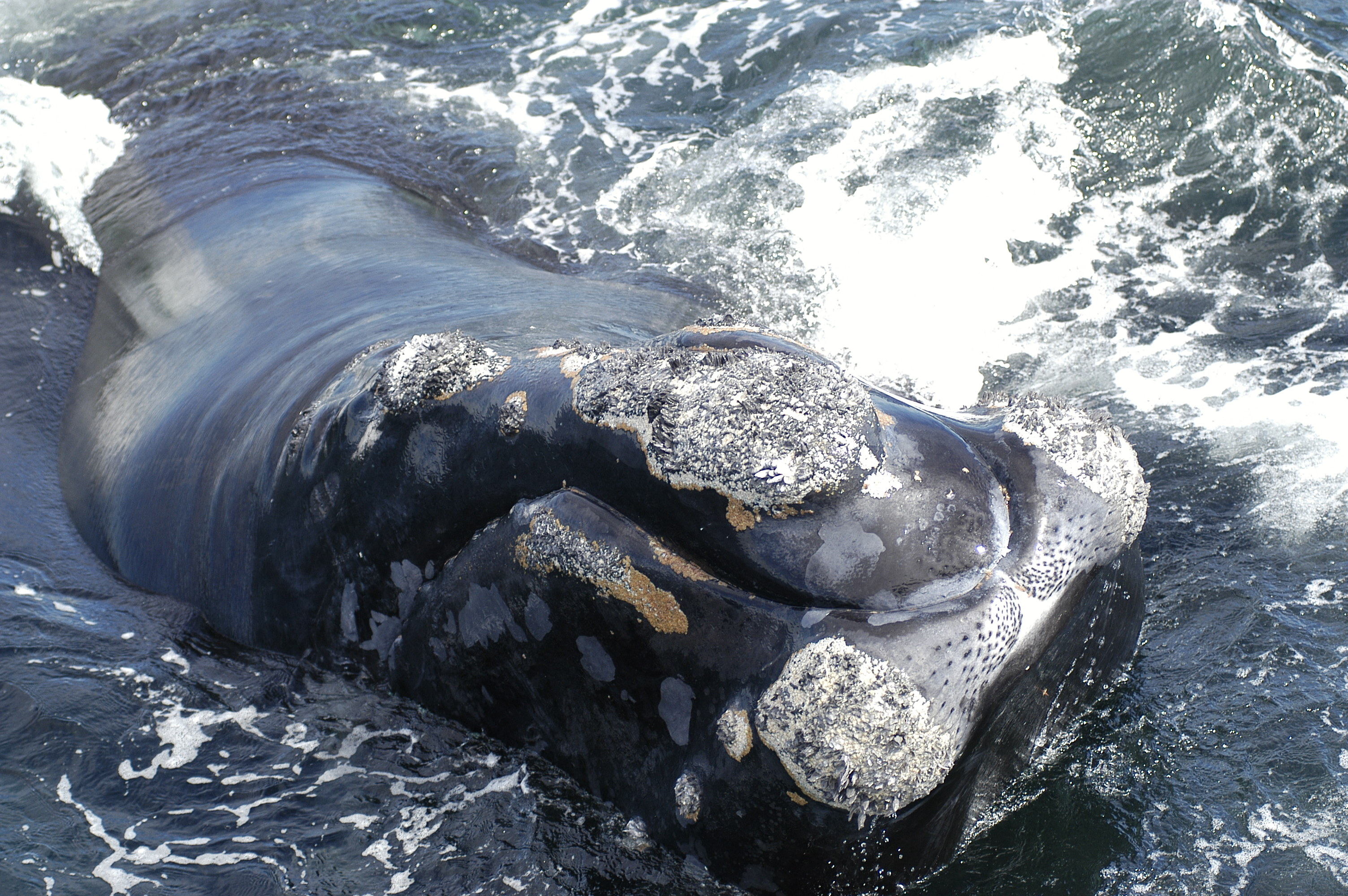
Eubalaena glacialis

Практика ідентифікації китів шляхом фотографії була вперше розроблена в 1970-х роках і широко використовується під час сучасних досліджень китів. Кожен eubalaena australis має фізичні особливості, які роблять його унікальним і відрізняються від інших. Природні позначки кожного кита фотографуються, а інформація зберігається в комп'ютерній базі даних.
Каталог Eubalaena australis в акваріумі Нової Англії був створений Скоттом Краусом у 1990 році. Він містить інформацію, яка стосується більш ніж 30 000 спостережень за китами більш ніж 500 окремих китів з 1935 року. Браун є однією з багатьох вчених, які внесли свій внесок до бази даних.
Вчені та дослідники використовували цю інформацію для оцінки чисельності популяції: у 2007 році популяція eubalaena australis оцінювалася на мітці в 400 китів. Вони можуть визначити, коли і де індивідуальний кит подорожував протягом свого життя, а також контролювати демографічні показники популяції китів, репродуктивні зусилля, смертність, поведінку, закономірності міграції та частоту виникнення рубців й іншої шкоди здоров'ю від рук людини. Результати, отримані в результаті цього дослідження, можуть бути використані для виявлення проблем, пов'язаних з видами, та реалізації стратегій відновлення флори, таких як схема поділу руху затоки Фанді, що була запроваджена у 2003 році.

### Профілювання ДНК і криміналістичний центр
Центр профілактики ДНК та криміналістики ДНК у Канаді запровадив генетичне профілювання з високою роздільною здатністю для вивчення eubalaena australis в Північній Атлантиці. Дослідники вивчають зменшення чисельності населення китів, що знаходяться під загрозою зникнення, як історичного, так і сучасного аналізу.
Браун є членом групи дослідників, які намагаються з'ясувати, чому кількість популяцій китів настільки різко скоротилася. Одна з теорій полягала в тому, що баскський китобійний промисел в XVI і XVII століттях в затоці Святого Лаврентія призвів до величезного скорочення популяції китів та інших представників флори в цьому середовищі про
живання. У 1978 році, у Ред-Бей, Ньюфаундленді і Лабрадорі, під час розслідування китобійних центрів протоки Бель-Айл Канадський музей природи проаналізував морфологію і генетику кісток, після порівняння їх з ДНК північноатлантичного кита, вони прийшли до висновку, що баски в основному полювали на китів, а не суто на eubalaena australis.

## Нагороди
Реалізуючи захист морських ссавців в Канаді, Браун була визнана наступними нагородами:
- 2002 — «Gulf of Maine Visionary Award»[9];
- 2003 — «Canadian Environment Awards»;
- 2006 — «International Fund for Animal Welfare Lifetime Achievement Awards».